# История почты и почтовых марок Туниса
История почты и почтовых марок Туниса охватывает развитие почтовой связи в Тунисе, самом северном государстве Африки, со столицей в городе Тунисе, и может быть условно разделена на два основных периода:
- колониальный, когда начался выпуск почтовых марок для этой французской колонии (с 1888), и
- период независимости (с 1956)[2][3].

Тунис входит в число стран — участниц Всемирного почтового союза (ВПС; с 1888), а его нынешним национальным почтовым оператором является La Poste Tunisienne.

## Развитие почты

### Почтовая связь до 1888 года
Тунисский бей организовал зачаточную почтовую службу, которая не зависела от почты Османской империи, в 1847 году. Для этой почты почтовые марки не выпускались.

#### Иностранные почтовые отделения в Тунисе
Свои почтовые отделения открыли в Тунисе Франция и Италия.

##### Итальянская почта в Тунисе
Первое итальянское (точнее сардинское, так как это было до объединения Италии в 1861 году) почтовое отделение открылось в городе Тунисе в 1852 году. Всего итальянцы организовали в Тунисе три почтовых отделения. В них в обращении были общие выпуски Италии для использования заграницей. Италия закрыла свои почтовые отделения в Тунисе в 1897 году.

##### Французская почта в Тунисе
Франция открыла своё первое почтовое отделение в городе Тунисе в 1847 году. С 1862 года там использовались французские почтовые марки. Второе французское почтовое отделение открылось в Ла-Гулете в 1867 году. С 1881 года число французских почтовых отделений начало расти, и к 1888 году были открыты уже 42 почтовых отделения. До 1888 года в этих почтовых отделениях использовались почтовые марки Франции. В 9 почтовых отделениях почтовые отправления гасились цифровыми почтовыми штемпелями.

### Почтовая связь после 1888 года
В соответствии с соглашением, подписанным в 1888 году, было создано Тунисское почтово-телеграфное управление, фактически под управлением Франции, хотя формально под эгидой тунисского бея. В том же году были выпущены почтовые марки для Туниса.

### Почтовая связь независимого Туниса
После обретения Тунисом независимости там проводились значительные работы по реконструкции и расширению имеющейся сети коммуникаций различных видов связи. В 1971 году планировалось строительство 30 новых почтовых отделений, а также организация новых почтовых маршрутов в сельской местности.

## Выпуски почтовых марок

### Первые почтовые марки
До 1888 года на территории Туниса в обращении были почтовые марки Франции.
Первые почтовые марки были выпущены для французского протектората Тунис 1 июля 1888 года с изображением герба Туниса и с надписью фр. «Régence de Tunis» («Тунисское Регентство»).

### Последующие эмиссии

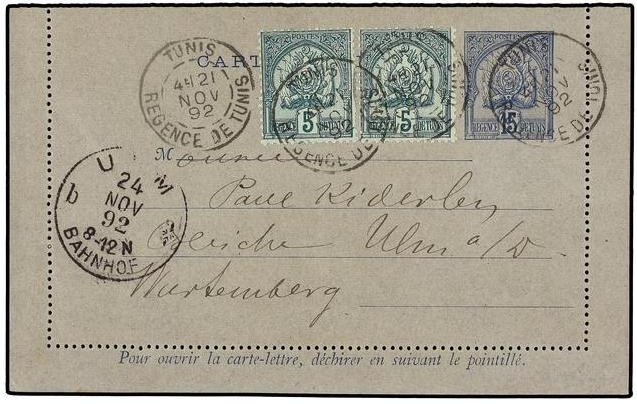
Секретка с почтовыми марками Туниса, погашенными почтовым штемпелем г. Туниса, 1892 г.

В последующие годы выпускались аналогичные первому выпуску почтовые марки.
С 1906 года на почтовых марках Туниса надпись: фр. «Tunisie» («Тунис»)SWH.
Рисунки большей части выпускаемых в период французского протектората почтовых марок разрабатывались специально для Туниса, вместе с тем ряд марок, эмитируемых во Франции, одновременно выходил в Тунисе с надписью «Tunisie».

### Выпуски после обретения независимости

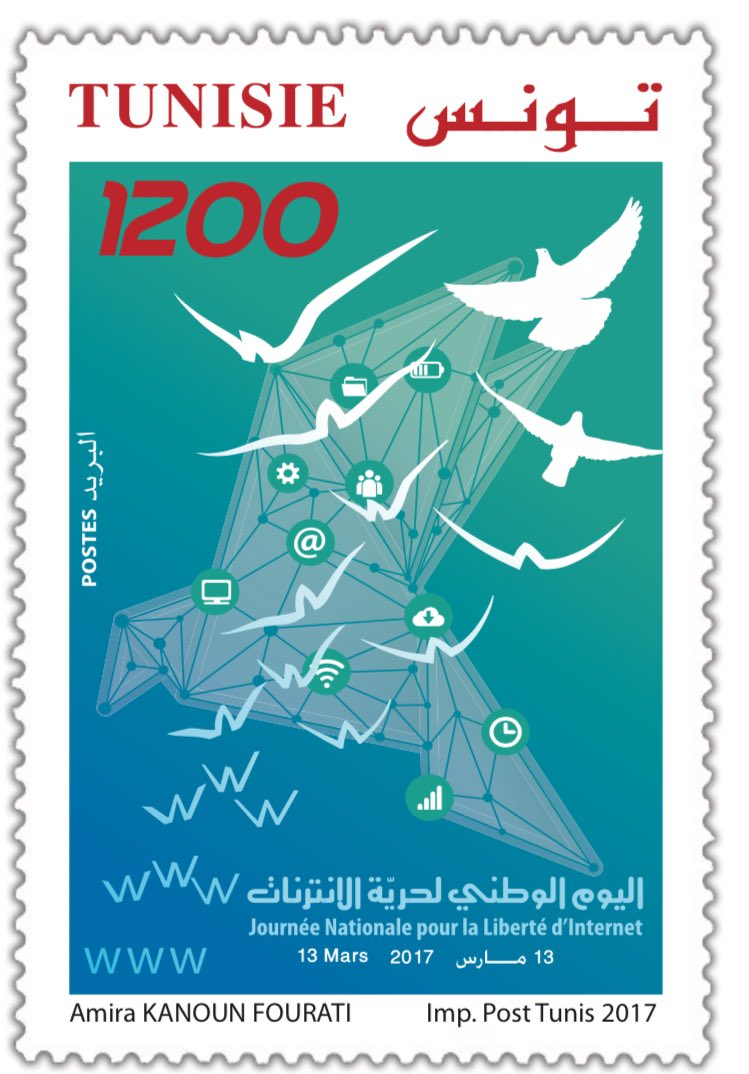
Почтовая марка Туниса, 2017 г.

Тунис провозгласил независимость от Франции 20 марта 1956 года как Королевство Тунис, но уже 25 июля 1957 года там была объявлена республика.
Первый почтовый выпуск независимого Туниса вышел в 1956 году, отметив самоуправление, предоставленное в 1955 году. На почтовых марках серии была надпись фр. «Tunisie Autonome» («Автономный Тунис»). Кажется, что эта серия предназначалась к выходу в 1955 году, но она была эмитирована только в 1956 году. На марках изображён портрет последнего тунисского бея и аллегорический рисунок.
В 1957 году была издана памятная серия, отметившая провозглашение независимости страны. Она была одной из немногих, которые были напечатаны в Тунисе.
В 1965 году вышел первый почтовый блок Туниса.
В 1970 году к 100-летию со дня рождения В. И. Ленина была эмитирована памятная марка.
После обретения независимости почта Туниса выпускала почтовые марки преимущественно национальной тематики. Тунисским художникам удалось создать свой стиль рисунков почтовых марок, что способствовало успеху тунисских почтовых марок у филателистов.

## Другие виды почтовых марок

### Доплатные
С 1888 года в Тунисе стали эмитировать доплатные марки. На таких марках присутствует надпись: «Chiffre-taxe à percevoir» («Сумма, подлежащая оплате»). В период с 1888 года по 1963 год была издана 81 доплатная марка.

### Почтово-благотворительные
Начало обращения в Тунисе почтово-благотворительных марок относится к 1915 году.

### Авиапочтовые
Авиапочтовые марки стали использоваться в этой стране с 1919 года. Для этих марок была характерна надпись «Poste aérienne» («Авиапочта»).

### Пакетные
В Тунисе также имели хождение пакетные (посылочные) марки, которых к 1963 году было напечатано 25 видов. Надпись на них: «Colis postaux» («Почтовые пакеты»).

## Посылочные разрешительные марки полевой почты Германии в Тунисе
Во время немецкой оккупации Туниса в 1943 году германскими войсками в Тунисе здесь были выпущены марки, представлявшие собой посылочные разрешительные марки. В связи с ограниченностью средств транспортировки военнослужащим разрешалось отправлять определённое число посылок, на которое им выдавалось соответствующее количество марок. Эти марки наклеивались на посылку дополнительно к обычному франкированию, необходимому для отправки посылки.